# Vladimir Martynovič Arcichovskij
Vladimir Martynovič Arcichovskij (rusky Владимир Мартынович Арциховский; 8. července 1876, Žytomyr – 13. června 1931, Moskva) byl ruský botanik a fyziolog rostlin. Jeho synem byl archeolog Artemij Vladimirovič Arcichovskij.

## Život
Byl synem poštovního úředníka. V roce 1894 ukončil žytomyrské gymnázium a nastoupil na Imperiální moskevskou univerzitu na fakultu matematiky a fyziky, ale nemohl ji dokončit, protože byl vyloučen z Moskvy “za politickou neloajálnost”. V roce 1897 se přestěhoval na petrohradskou univerzitu a po ukončení zůstal na katedře botaniky, aby se připravil na profesuru, kterou obdržel o šest let později. V těchto letech působil jako asistent na katedře botaniky na lékařském ústavu, kde se zabýval především problematikou morfologie rostlin. Současně s výukou přednášel na letních učitelských kurzech v Moskvě, Kursku a Novgorodu.
V roce 1906 obhájil magisterskou práci z botaniky. Od roku 1907 do roku 1922 byl profesorem rostlinné fyziologie a mikrobiologie na Donské polytechnické univerzitě. V letech 1918–1923 vedl Donský zemědělský institut a Institut zemědělství a rekultivace půdy. V roce 1923 se přestěhoval do Moskvy a vedl katedru fyziologie rostlin v Lesnickém ústavu (1923–1925), byl členem Státního plánovacího výboru SSSR, pracoval v Nikitské botanické zahradě jako vedoucí laboratoře fyziologie rostlin (1926–1927).
Studoval různé otázky fyziologie, stejně jako anatomii a ekologii rostlin (zejména vodní režim). Napsal práce o sterilizačním účinku jedů na semena, vodním režimu dřevin, antagonismu soli atd. Publikoval také práce o hledání chlorofylu na jiných planetách.
Je pohřben v Moskvě na Vvěděnském hřbitově.